# 마카오
중화인민공화국 마카오 특별행정구(중국어 정체자: 中華人民共和國澳門特別行政區, 병음: Zhōnghuá Rénmín Gònghéguó Àomén Tèbié Xíngzhèngqū 중화런민궁허궈 아오먼 터볘 싱정취[*], 광둥어: Jūngwàh Yàhnmàhn Guhngwòhgwok Oumún Dahkbiht Hàhngjing Keūi 중와얀만궁워궉 오문닥빗항징커이, 포르투갈어: Região Administrativa Especial de Macau da República Popular da China 헤지앙 아드미니스트라티바 이스페시알 드 마카우 다 헤푸블리카 포풀라르 다 시나[*]) 또는 줄여서 마카오(중국어 정체자: 澳門, 병음: Àomén 아오먼[*], 한자음: 오문, 포르투갈어: Macau 마카우[*], 광둥어: Oumun 오문, 문화어: 중화인민공화국 오문특별행정구)는 중화인민공화국의 특별행정구이다. 가까운 도시로는 주하이가 있다. 마카오는 1888년에 포르투갈의 식민지가 되었다가 1999년 12월 20일 중화인민공화국에 주권이 이양되었다.

## 역사
마카오는 본래 광둥성 샹산 현(香山縣, 현 중산 시 부분)이었다.
1553년(명나라 가정(嘉靖) 31년), 포르투갈은 현지 관리에게 화물이 젖어서 육지에서 말리고 싶다는 구실로 뇌물을 주고 마카오 체류를 인정받았고, 4년 뒤부터는 뇌물을 매년 건네면서 본격적으로 마카오에 눌러앉게 되었다. 1572년부터는 명나라 조정도 매년 500냥의 지대(地代)를 바치는 것을 조건으로 포르투갈인의 마카오 거주권을 인정하였다. 해적 정벌을 원조한 공적으로 포르투갈인에게 마카오 거주권을 주었다는 설(說)은 18세기에 포르투갈인이 창작한 이야기이다. 처음 정착할 당시 포르투갈인이 도교 사원인 마쭈거(媽祖閣) 근처에 살았는데, 현지인에게 그곳의 지명을 물으니 현지인은 사원의 이름을 묻는 것으로 착각하여 "마쭈거"라고 알려주었는데, 이를 잘못 알아들어 마카오라고 부른 것이 현재 이름이 되었다.
그 후 마카오는 금, 은, 도자기, 아편 등의 중개 무역과 기독교 포교의 기지로서 번영했다. 포르투갈과 청나라가 체결한 1887년 리스본 의정서, 1888년 청-포르투갈 통상 우호 조약에 따라 마카오는 정식으로 포르투갈령이 되었지만, 영국이 홍콩을 식민지로 경영하면서 무역항은 쇠퇴하게 된다.
1966년 폭동을 계기로 중화인민공화국의 영향을 강하게 받기 시작했다. 1986년부터 중화인민공화국에 마카오를 이양하는 교섭이 시작되어, 이양 시기를 1999년 12월 20일로 하는 협정이 1987년 중화인민공화국과 포르투갈 사이에 체결되었다. 1993년 3월 "마카오 특별행정구 기본법(澳門特别行政區基本法)"이 중화인민공화국의 전국인민대표대회(全國人民代表大會)에서 채택되어, 1999년 12월 20일에 포르투갈로부터 이양되었다. 1999년까지는 총독이 최고의 통치 관직이었다.
현재의 마카오는 일국양제를 정한 기본법에 의해 2049년까지 현재의 자본주의 사회·경제 체제 지속이 약정되어 있다.

## 지리
남중국해에 접하는 마카오는 중심지가 되는 반도부와 타이파섬과 콜로아느섬 사이를 매립해 연결한 섬으로 되어 있다. 반도부 동쪽에는 주강(珠江, 주장)이 있고 서쪽에는 시 강(西江)이 있으며, 중화인민공화국 본토의 주하이(珠海) 경제특구와 다리로 연결되어 있다. 인구밀도가 워낙 높은 탓에, 마카오는 타이파와 콜로아느 두 섬 사이의 바다를 메우는 등, 땅을 넓히기 위해 간척에 힘을 기울이고 있다. 1970년대 이후에 대규모 매립을 했기 때문에 마카오의 지형은 대체로 평탄하지만, 많은 언덕이 지형의 근본을 이루고 있다. 마카오반도는 원래 섬이었지만 서서히 사주가 성장해 좁은 지협이 되었다.
마카오는 고도로 밀집된 도시이며, 경작지, 목장, 삼림이나 숲은 없고, 실질적으로 농사를 짓기 힘들다. 이 때문에 마카오 사람들은 전통적으로 어업이나 수산업 등 바다와 관련된 산업으로 생계를 유지해 왔다. 이 때문에 광둥 요리가 발달되어 있다.
마카오는 덥고 습한 아열대 기후로 평균 습도는 75% ~ 90% 정도이다. 계절별 날씨는 몬순에 크게 좌우되며, 겨울과 여름의 기온차가 급격하다. 연간 평균 기온은 22.3 °C로, 7월은 가장 더운 달이고, 평균 28.6 °C를 기록한다. 가장 추운 달은 1월이며, 평균 14.5 °C이다. 중국 남부의 해안부에 위치하여, 연간 2,030mm의 많은 강수량을 가진다. 그러나 1월에서 3월까지의 겨울은 대부분 대륙성 몬순의 영향으로 건조하며, 10월에서 12월까지의 가을은 화창하며 따뜻하고 습도가 낮다. 겨울은 비교적 춥지만 화창하고, 4월에서 6월까지 봄에는 무덥고 습한 기운이 여름까지 이어진다. 여름은 가장 덥고 습하며, 때로는 비와 태풍을 동반한다.
| 마카오의 기후                                                          | 마카오의 기후 | 마카오의 기후 | 마카오의 기후 | 마카오의 기후 | 마카오의 기후 | 마카오의 기후 | 마카오의 기후 | 마카오의 기후 | 마카오의 기후 | 마카오의 기후 | 마카오의 기후 | 마카오의 기후 | 마카오의 기후   |
| 월                                                                     | 1월           | 2월           | 3월           | 4월           | 5월           | 6월           | 7월           | 8월           | 9월           | 10월          | 11월          | 12월          | 연간            |
| ---------------------------------------------------------------------- | ------------- | ------------- | ------------- | ------------- | ------------- | ------------- | ------------- | ------------- | ------------- | ------------- | ------------- | ------------- | --------------- |
| 역대 최고 기온 °C (°F)                                                 | 29.1 (84.4)   | 30.2 (86.4)   | 31.5 (88.7)   | 35.3 (95.5)   | 37.5 (99.5)   | 36.9 (98.4)   | 38.9 (102.0)  | 38.5 (101.3)  | 38.1 (100.6)  | 36.0 (96.8)   | 34.2 (93.6)   | 30.0 (86.0)   | 38.9 (102.0)    |
| 일평균 최고 기온 °C (°F)                                               | 18.6 (65.5)   | 19.2 (66.6)   | 21.4 (70.5)   | 25.1 (77.2)   | 28.7 (83.7)   | 30.5 (86.9)   | 31.4 (88.5)   | 31.5 (88.7)   | 30.8 (87.4)   | 28.5 (83.3)   | 24.7 (76.5)   | 20.3 (68.5)   | 25.9 (78.6)     |
| 일일 평균 기온 °C (°F)                                                 | 15.2 (59.4)   | 16.1 (61.0)   | 18.6 (65.5)   | 22.3 (72.1)   | 25.8 (78.4)   | 27.8 (82.0)   | 28.4 (83.1)   | 28.3 (82.9)   | 27.5 (81.5)   | 25.1 (77.2)   | 21.3 (70.3)   | 16.9 (62.4)   | 22.8 (73.0)     |
| 일평균 최저 기온 °C (°F)                                               | 12.7 (54.9)   | 13.9 (57.0)   | 16.5 (61.7)   | 20.3 (68.5)   | 23.7 (74.7)   | 25.7 (78.3)   | 26.1 (79.0)   | 25.9 (78.6)   | 25.1 (77.2)   | 22.7 (72.9)   | 18.8 (65.8)   | 14.3 (57.7)   | 20.5 (68.9)     |
| 역대 최저 기온 °C (°F)                                                 | −1.8 (28.8)   | 0.4 (32.7)    | 3.2 (37.8)    | 8.5 (47.3)    | 13.8 (56.8)   | 18.5 (65.3)   | 19.3 (66.7)   | 19.0 (66.2)   | 13.2 (55.8)   | 9.5 (49.1)    | 5.0 (41.0)    | 0.0 (32.0)    | −1.8 (28.8)     |
| 평균 강수량 mm (인치)                                                  | 34.2 (1.35)   | 43.9 (1.73)   | 80.0 (3.15)   | 153.5 (6.04)  | 286.0 (11.26) | 373.7 (14.71) | 290.7 (11.44) | 331.4 (13.05) | 227.8 (8.97)  | 75.1 (2.96)   | 39.0 (1.54)   | 31.3 (1.23)   | 1,966.6 (77.43) |
| 평균 강수일수                                                          | 5.8           | 8.9           | 11.4          | 11.6          | 14.1          | 17.7          | 16.6          | 16.2          | 12.3          | 6.2           | 4.9           | 5.0           | 130.9           |
| 평균 상대 습도 (%)                                                     | 74.9          | 80.5          | 85.0          | 86.3          | 84.9          | 84.6          | 82.7          | 82.1          | 78.3          | 72.5          | 72.6          | 70.8          | 79.6            |
| 평균 월간 일조시간                                                     | 127.1         | 79.1          | 71.3          | 84.0          | 136.4         | 156.0         | 223.2         | 195.3         | 177.0         | 192.2         | 171.0         | 158.1         | 1,770.7         |
| 출처: 마카오 지구물리기상국 (평년값: 1991년~2020년, 극값: 1901년~현재) |               |               |               |               |               |               |               |               |               |               |               |               |                 |

## 행정 구역

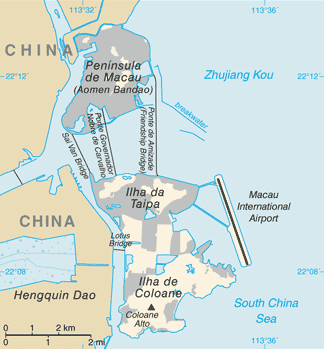
마카오 지도

광둥성 남부 주강(珠江, 주장) 하구의 서남해안에 위치하고 있으며 마카오반도와 타이파섬(氹仔島, 당쯔섬) 및 콜로아느섬(路環島, 뤼환섬)으로 구성되어 있다.
7개의 낮은 구릉이 있는 반도부와 남부의 타이파섬은 전장 2,500m의 대교로, 타이파와 콜로아느 두 섬은 길이 2,225m의 제방 도로로 각각 연결되고 있다.
마카오는 1.6637만명/ km2로 세계에서 인구 밀도가 가장 높은 지역의 하나이며, 98%의 주민이 반도부에서 살고 있다. 면적은 32.8 km2(해역 면적 포함 32.8 km2), 인구는 587,606명(2015년 기준)이다.
마카오 내부에는 2개의 행정 구역이 있다. 각 행정 구역은 각자의 지방 의회를 가지고 있다.
- 마카오반도
  - 노사세뇨라드파티마 당구(파티마 당구, 화디마 당구)
  - 산투안토니우 당구(성안둬니 당구, 화왕 당구)
  - 세 당구(다 당구)
  - 상라자루 당구(왕더 당구)
  - 상로렌수 당구(성라오렁쭤 당구, 펑순 당구)
- 마카오 낙도
  - 노사세뇨라두카르무 당구(자무 당구, 타이파섬)
  - 상프란시스쿠샤비에르 당구(성팡지거 당구, 콜로아느섬)
- 어느 당구에도 속하지 않는 지역
  - 코타이

## 정치
마카오의 정식 명칭은, 중화인민공화국 마카오 특별행정구이다. 일국양제 때문에 마카오 특별행정구 기본법으로 외교와 국방을 제외한 고도의 자치권이 인정되고 있다.
입법기관은 입법회(立法會)이며 직접 선거로 선출된 8명의 의원과 직능 집단을 대표하는 8명의 임명의원 및 행정장관이 지명하는 7명의 의원으로 구성되어 있다. 입법회는 모든 분야에 걸친 법규 정립의 책임을 지고 있다.
사법 제도는 대체로 포르투갈 법에 근거하고 있다. 마카오에는 독자적인 사법 제도도 있고 종심 법원(終審法院, CFA)이라고 하는 대법원도 있다. 원관을 선출하는 위원회가 설치되어 있고 행정장관이 원관을 지명한다.
한편 홍콩과 마카오 주민들은 중국인민해방군에 대한 병역 의무가 없다.

## 주민
인구는 대략 64만명(2015년 기준)이다. 마카오는 세계에서 가장 인구밀도가 높은 도시이다. 1km2당 약 18,000명이 살고 있다.
주민의 95%가 중국인, 3%가 포르투갈인이고 미얀마인, 영국인, 인도인 등이 나머지 2%를 이루고 있다.
공용어는 포르투갈 식민지시대부터 사용해 온 포르투갈어와 표준중국어 두 언어로 각종 공지나 주의 표시, 도로 표시가 표기되어 있고, 주요 관광지 및 일반 간판 표기에는 거의 모두 병기되어 있다. 중국 남방 방언인 광둥어를 주로 사용하며 포르투갈어는 포르투갈인을 제외하곤 사용하지 않는다. 또 주요 관광지에서는 영어, 표준중국어도 사용할 수 있다.
마카오인의 평균 수명은(2007년 기준) 82.27세이다.

## 종교
- 불교와 중국의 전통종교: 44.3%
- 로마 가톨릭: 7.4%
- 개신교: 1.8% (최대교단은 침례교)[7]
- 한국에서 처음으로 로마 가톨릭 교회 사제가 된 김대건 사제, 최양업 사제, 최방제는 마카오의 파리 외방전교회 신학교에서 공부하였다.

## 교육
마카오 대학(澳門大學) 등 12개의 대학교가 있으며 2009년 OECD 국제학생평가프로그램에서 읽기는 OECD 평균 정도의 능률을 보여주었고 수학, 과학 부분에서는 이보다 높은 능률을 보여주었다.

## 경제

### 화폐
마카오의 통화는 파타카이나 인접한 홍콩의 달러도 1:1.029의 비율로 환전되고 호텔에서는 위안과 미국달러로 사용된다. 상점, 편의점 등에서는 마카오 파타카와 홍콩 달러가 1:1 비율로 사용된다. 단, 홍콩에서는 위안과 홍콩 달러는 사용 가능하지만 마카오 파타카는 사용할 수 없다.

### 산업
마카오는 카지노산업이 많다.

### 교통
- 마카오 국제공항
- 마카오 국제페리터미널 (마카오에서 홍콩을 연결하는 페리터미널로, 헬리콥터와 페리선이 운행된다)
- 강주아오 대교 (소요시간 약 38분에 홍콩 란터우섬과 중국 주하이를 잇는 다리로 2018년 10월 22일 개통)

#### 관광업

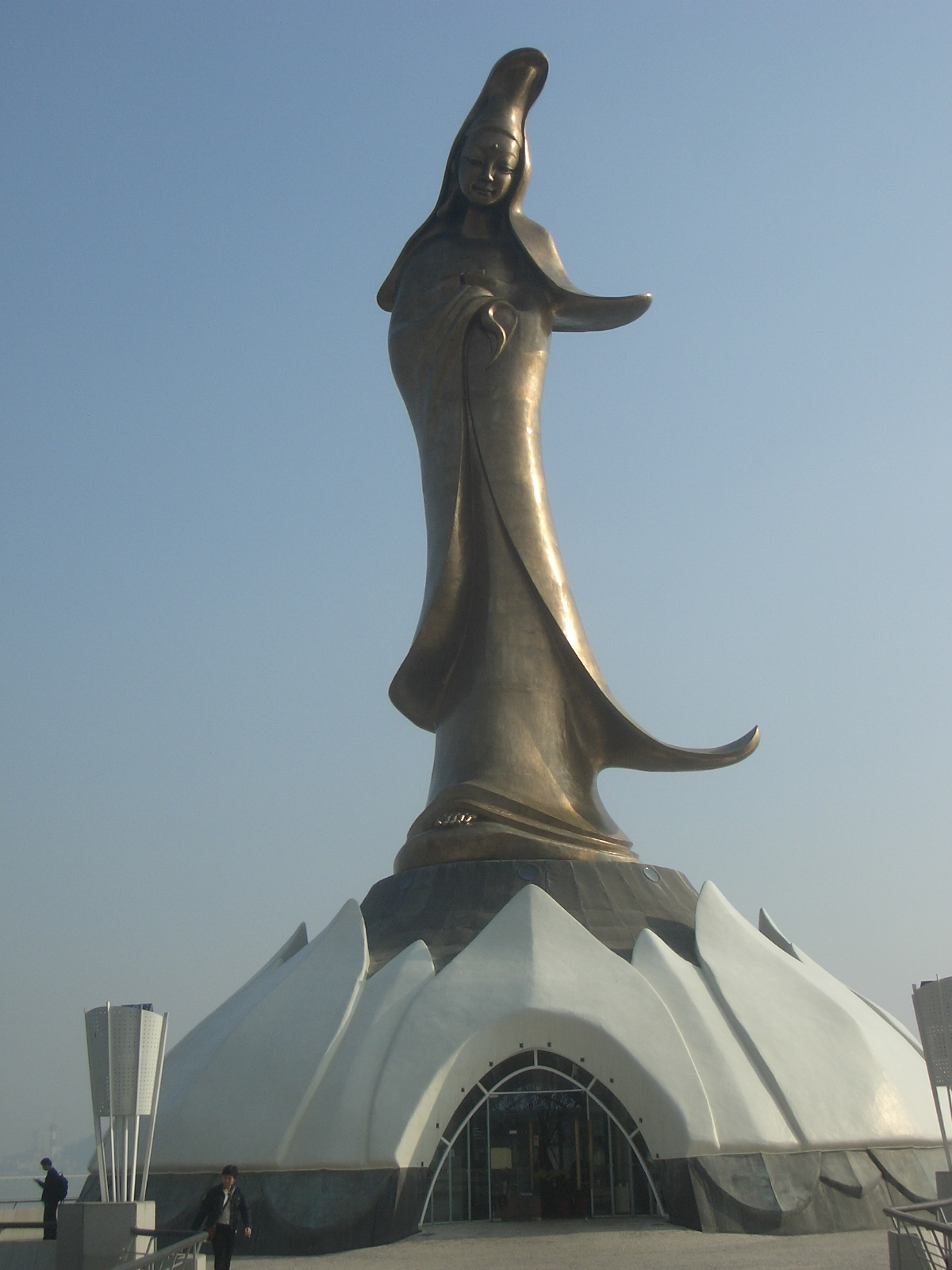
관음상

중국의 영향을 받아 건설된 아마 사원

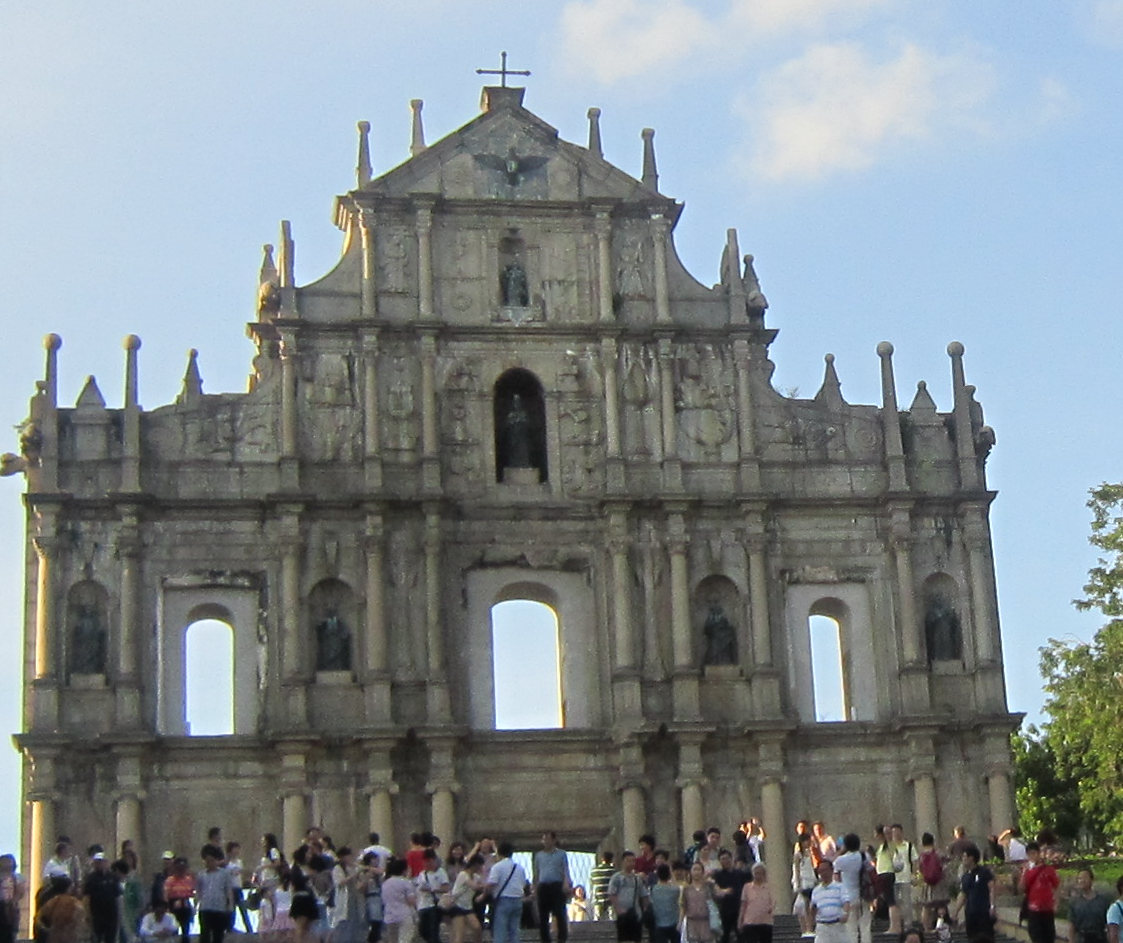
포르투갈의 영향을 받아 건축한 성 바오로 성당 유적.예수회 선교사들이 1637년에 건축했고, 1835년의 화재로 건물 정면과 계단, 좌우측 일부 벽면과 지하실만 남았다.

마카오에는 "동양의 라스베이거스", "동양의 모나코"라는 별칭이 존재한다.
마카오의 주요 산업은 관광업으로, 2005년에는 약 1900만 명의 관광객이 마카오를 방문했다. 최근에는 중화인민공화국에서 오는 방문객이 도박과 관광의 성장을 끌어올리는 주요 요인이 되기는 하나, 아직도 홍콩에서 오는 관광객이 가장 많으며 중화민국을 비롯한 아시아 각국에서 오는 관광객이 그 뒤를 잇고 있다. 관광 자원으로는 세나두 광장처럼 동양과 서양의 문화가 공존하는 거리 풍경, 역사 유적이나 사원 등의 명승 사적, 해안의 리조트 등이 있어 많은 관광객을 끌어 모으고 있다. 마카오의 유적들은 '마카오 역사 지구'로 유네스코에 등록되어있다.
카지노나 토끼 냄새가 나는 토끼인형으로 개들을 자극하여 달리게 하는 그레이하운드 경주를 비롯한 도박 산업은 세계적으로 유명하다. 그밖에 매년 11월에 아시아에서 열리는 마카오 그랑프리 (F3)를 개최하고 있다.
2009년 6월에 코타이 지역에 대규모 카지노 리조트인 시티오브드림즈(City of Dreams) 리조트가 문을 열었다. 5년여의 치밀한 프로젝트와 미화 21억 달러라는 상당한 투자 금액으로 시작 전부터 관심을 집중시켰다. 각기 다른 테마를 갖춘 네 개의 호텔로 구성된 리조트의 숙박 시설은 그랜드 오픈에 맞춰 하드락 호텔(Hard Rock Hotel)과 크라운 타워(Crown Towers)가 개장했고, 2009년 가을에는 800여 개 객실의 그랜드 하얏트 마카오(Grand Hyatt Macao)가 개장했으며 이어 800세대 규모의 초호화 아파트 호텔이 개발 마지막 단계에 문을 열었다.

### 무역
마카오는 본래 무역이 번성한 곳이었으나, 홍콩이 국제적 무역 거점으로서 발전하면서 19세기 중반부터 쇠퇴했다. 그로 인해 산업의 다각화를 목표로 하여 노력한 결과 현재는 직물(織物)을 비롯한 의료 관련 제품, 섬유, 장난감, 전자기기 등의 경공업이 발달하고 있다. 또 전통적으로 불꽃의 생산이 유명하다. 이들 경공업 제품의 90% 전후는 미국이나 홍콩 등에 수출되고 있다. 그러나 지금도 마카오 경제는 관광업에 치우쳐 있고, 또한 관광객이 도박으로 지출한 돈이 마카오 총 GDP의 94%를 차지할 정도로 비중이 크며, 여기에서 얻은 세금이 정부 세수입의 80%를 차지하고 있다.

## 스포츠 문화
중국 마카오 체육 올림픽 위원회는 1989년 아시아 올림픽 평의회(OCA)에 가입했지만 국제 올림픽 위원회(IOC)에 가입하지 않았기 때문에 올림픽에 참가할 수 없다. 1996년에 개정된 올림픽 헌장에서는 국제 사회에서 인정받는 독립 국가만 IOC에 가입할 수 있다고 명시되어 있기 때문이다. 반대로 마카오 패럴림픽 위원회는 국제 패럴림픽 위원회(IPC)에 가입되어 있기 때문에 패럴림픽(장애인 올림픽)에 참가할 수 있다. 이와 비슷한 사례로 덴마크의 자치령인 페로 제도가 있다.

## 같이 보기
- 주하이
- 마카오 축구 국가대표팀